# Републикански път III-105
Републикански път IIІ-105 е третокласен път, част от републиканската пътна мрежа на България, преминаващ изцяло на територията на Софийска област, Община Елин Пелин. Дължината му е 17,4 км.
Пътят започва от 232,4-ти км на Републикански път I-1 в село Елешница и се насочва на юг през източната част на Софийската котловина. Последователно преминава през село Столник, град Елин Пелин и село Гара Елин Пелин и в центъра на село Нови хан се свързва с Републикански път I-8 при 96,6 км.
| Пътища, отклоняващи се надясно (населено място, № на пътя, посока на пътя) | Км   | Пътища, отклоняващи се наляво (посока на пътя, № на пътя, населено място)                     |
| -------------------------------------------------------------------------- | ---- | --------------------------------------------------------------------------------------------- |
| Община Елин Пелин, I-1, 232,4 км с. Елешница ←                             | 0,0  | ← с. Елешница, 232,4 км, I-1, Община Елин Пелин                                               |
| с. Столник                                                                 | 3,4  | с. Столник                                                                                    |
| (от ГКПП Гюешево) I-6, 146,4 км →                                          | 4,7  | → 146,4 км, I-6 (до гр. Бургас)                                                               |
| (от 125,6 км на I-6) III-6002, 6,6 км, гр. Елин Пелин →                    | 9,2  | → гр. Елин Пелин, общински път (за с. Петково) → гр. Елин Пелин, общински път (за с. Лесново) |
| с. Гара Елин Пелин                                                         | 15,4 | → с. Гара Елин Пелин, общински път (за с. Лесново)                                            |
| I-8, 96,6 км, с. Нови хан →                                                | 17,4 | → с. Нови хан, 96,6 км, I-8                                                                   |